# Glockenturm Iwan der Große

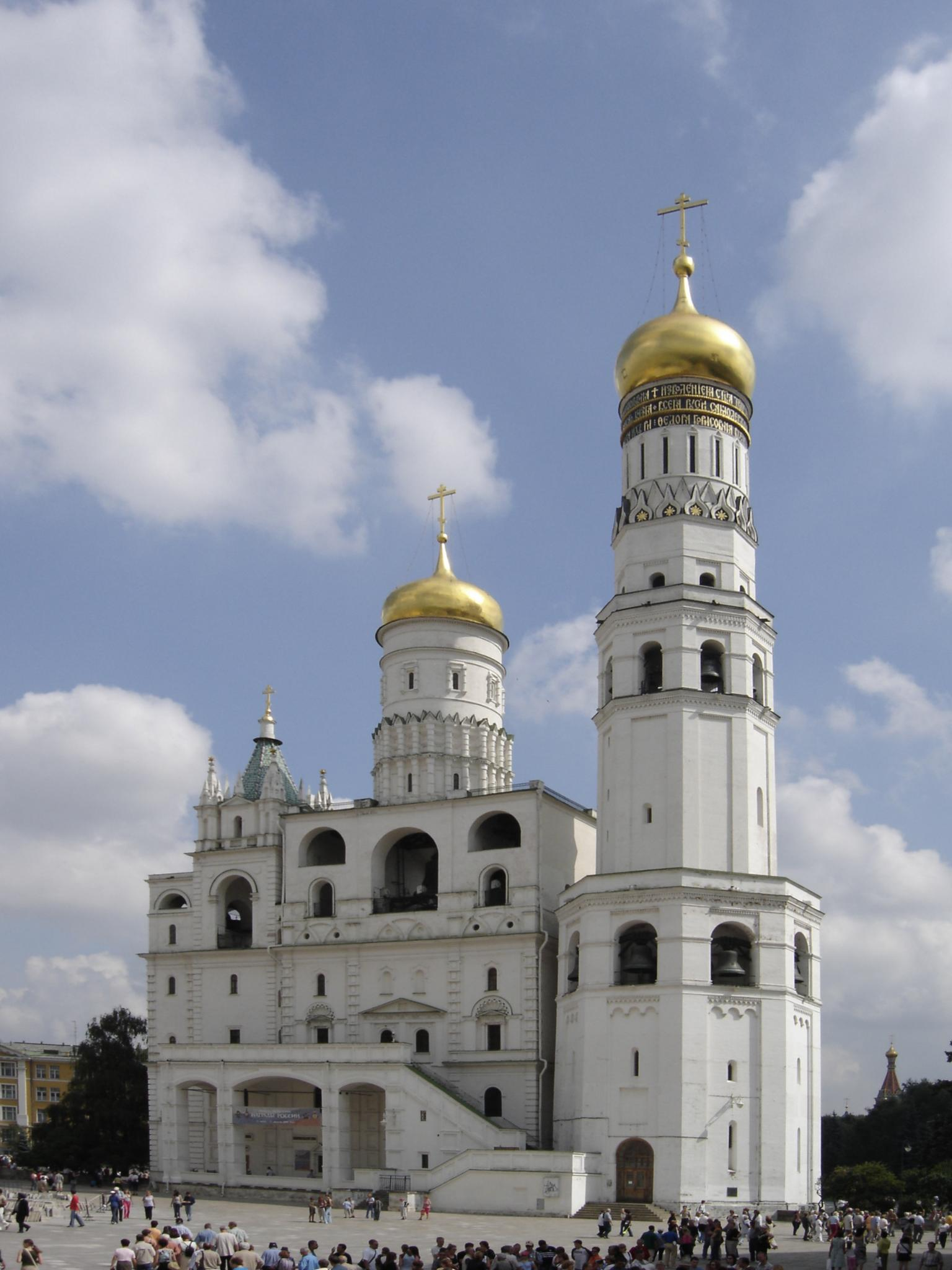
Glockenturm Iwan der Große

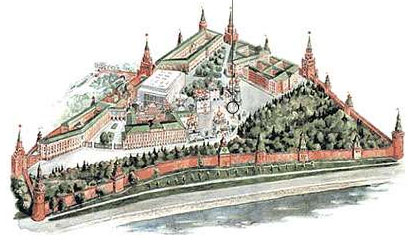
Lage im Kreml

Der Glockenturm Iwan der Große (russisch Колокольня Ивана Великого) in Moskau ist mit seiner Höhe von 81 Metern das höchste Gebäude des Moskauer Kremls. Er wurde zwischen 1505 und 1508 für die in unmittelbarer Nähe stehenden Erzengel-Michael-Kathedrale, Mariä-Entschlafens-Kathedrale und Mariä-Verkündigungs-Kathedrale gebaut, die keine eigenen Glockenstühle haben. Zum Ensemble Iwans des Großen gehört neben dem eigentlichen Turm eine später angebaute ehemalige Kirche, die seit dem 17. Jahrhundert ebenfalls als Glockenturm verwendet wird.

## Geschichte
Seinen Namen hat der Glockenturm einer ehemaligen Kirche zu verdanken, die ursprünglich etwa an seiner Stelle stand. Diese war dem Heiligen Johannes Klimakos geweiht, der in Russland als Ioann oder Iwan bezeichnet wurde; der Namenszusatz „der Große“ (im Sinne von „der Hohe“) für das Bauwerk entstand erst nach dem Bau des heutigen Glockenturms. Überliefert wurde die Errichtung einer kleinen Johannes-Kirche im Sommer des Jahres 1329, unter Großfürst Iwan Kalita. Diese Kirche – eine der ersten in Moskau, die aus Stein statt aus Holz erbaut war, – ließ knapp zwei Jahrhunderte später Iwan III. im Zuge des von ihm initiierten großen Ausbaus des Kremls, bei dem im Wesentlichen die heutige Festung entstand, durch den neuen Glockenturm ersetzen. Wie für eine Reihe anderer zu jener Zeit errichteter Kremlbauten setzte Iwan auch für den Bau des Glockenturms einen Architekten aus Italien ein: In diesem Fall war es der sonst nahezu unbekannte Bon-Frjasin (Бон-Фрязин), dessen bürgerlicher Name nicht überliefert wurde.
Der Bau wurde im Jahr 1505 begonnen und drei Jahre später, schon nach dem Tod Iwans III., abgeschlossen. Ursprünglich wies der Glockenturm eine Höhe von etwa 60 Meter auf. In seinem achtkantigen Basisteil, das mit rund fünf Meter dicken Grundmauern ausgestattet wurde, wurde die ursprüngliche Johannes-Klimakos-Kirche geweiht. Somit diente Iwan der Große anfangs sowohl den drei Kremlkathedralen als auch dieser kleinen Kirche als Glockenturm. Aufgrund seiner Höhe wurde der Turm aber auch als Beobachtungswarte genutzt, um Gefahren wie Brände oder aufkommende Angreifer rechtzeitig erkennen zu können.

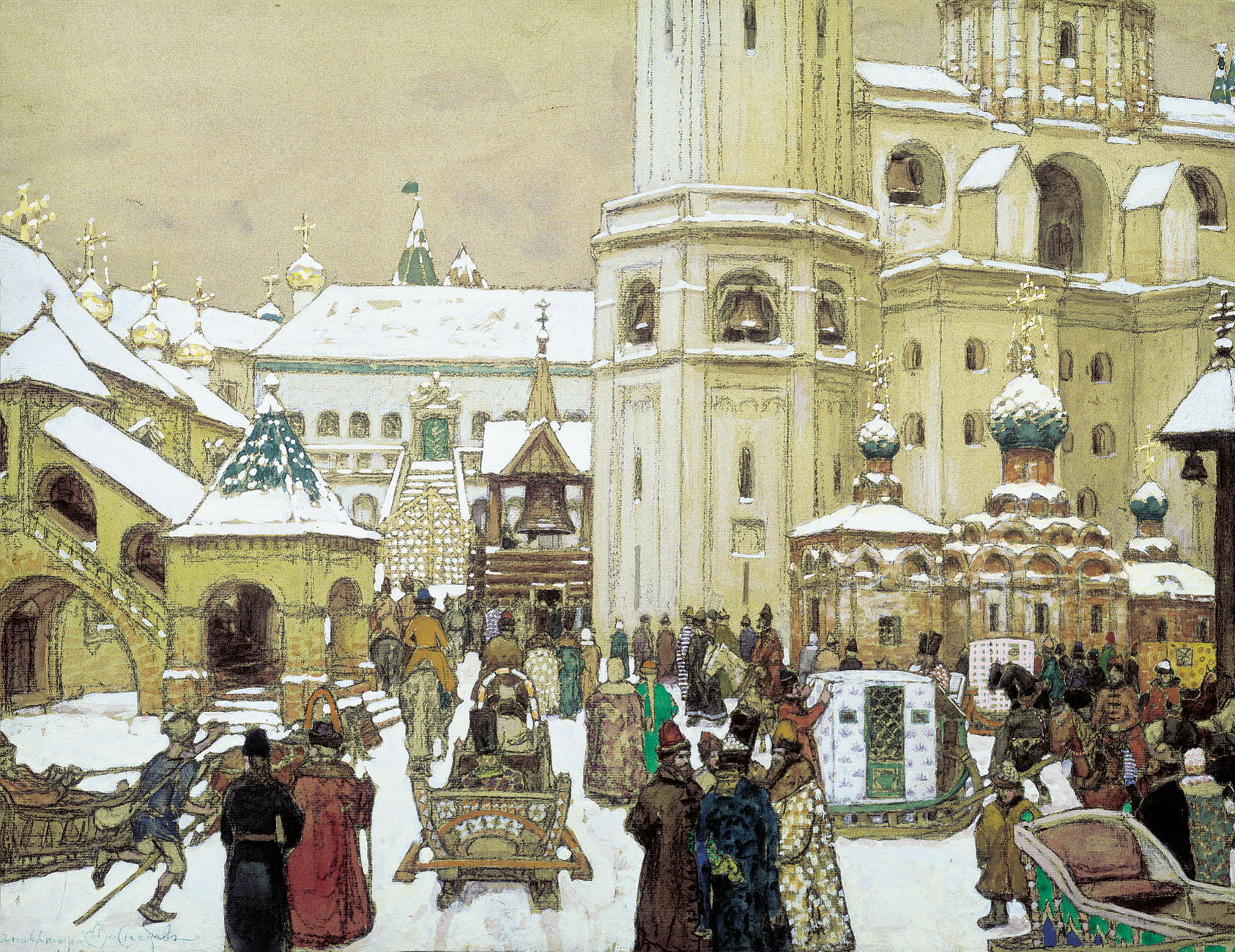
Platz vor dem Glockenturm, 17. Jahrhundert. Ein Aquarell (1903) von Apollinari Wasnezow

Den ersten Ausbau des Ensembles gab es in den Jahren 1531–43. Damals errichtete ein anderer italienischer Architekt, genannt Petrok Maly Frjasin (sein richtiger Name ist ebenfalls unbekannt geblieben), unmittelbar neben dem bestehenden Glockenturm die Auferstehungskirche (Церковь Воскресения). Diese diente noch bis Ende des 17. Jahrhunderts als Gotteshaus; danach wurde sie als Glockengestühl umgebaut, das seitdem als Ergänzung zu den in Iwan dem Großen aufgehängten Glocken genutzt wird. An besonders wichtigen orthodoxen Festen läuteten alle Glocken aus dem Turm und der ehemaligen Auferstehungskirche gleichzeitig.
Seine heutige Höhe von 81 Metern erreichte der Glockenturm Iwan der Große in den Jahren 1599–1600, als der damalige Zar Boris Godunow an den Turm noch einen zusätzlichen Rang mit der heutigen Zwiebelturm-Spitze anbauen ließ. Daran erinnert bis heute der vergoldete Schriftzug unmittelbar unter der Kuppel. (Dieser Schriftzug wurde wenige Jahre später, in der Zeit der sogenannten Smuta, auf Geheiß des „falschen Dimitri“ zugestrichen und erst unter Peter dem Großen wieder freigesetzt.) Bis zur Errichtung der Christ-Erlöser-Kathedrale 1883 war der unter Godunow aufgestockte Glockenturm das höchste Bauwerk Moskaus (mit Ausnahme der Zeit zwischen 1707 und 1723, als der zwei Kilometer nordöstlich gelegene Menschikow-Turm die gleiche Höhe hatte) und es war verboten, höhere Gebäude als ihn zu bauen.
Im Jahr 1624 entstand mit dem sogenannten Philaret-Anbau (Филаретова пристройка) noch eine Ergänzung der Auferstehungskirche von der Nordseite her. Dieses vom englischen (anderen Angaben zufolge: deutschen) Architekten Jan Thaler sowie dem russischen Baumeister Baschen Ogurzow erschaffene Bauwerk ist heute durch ihre im Ensemble auffallende Zeltdachkonstruktion mit gotischen Details zu erkennen.

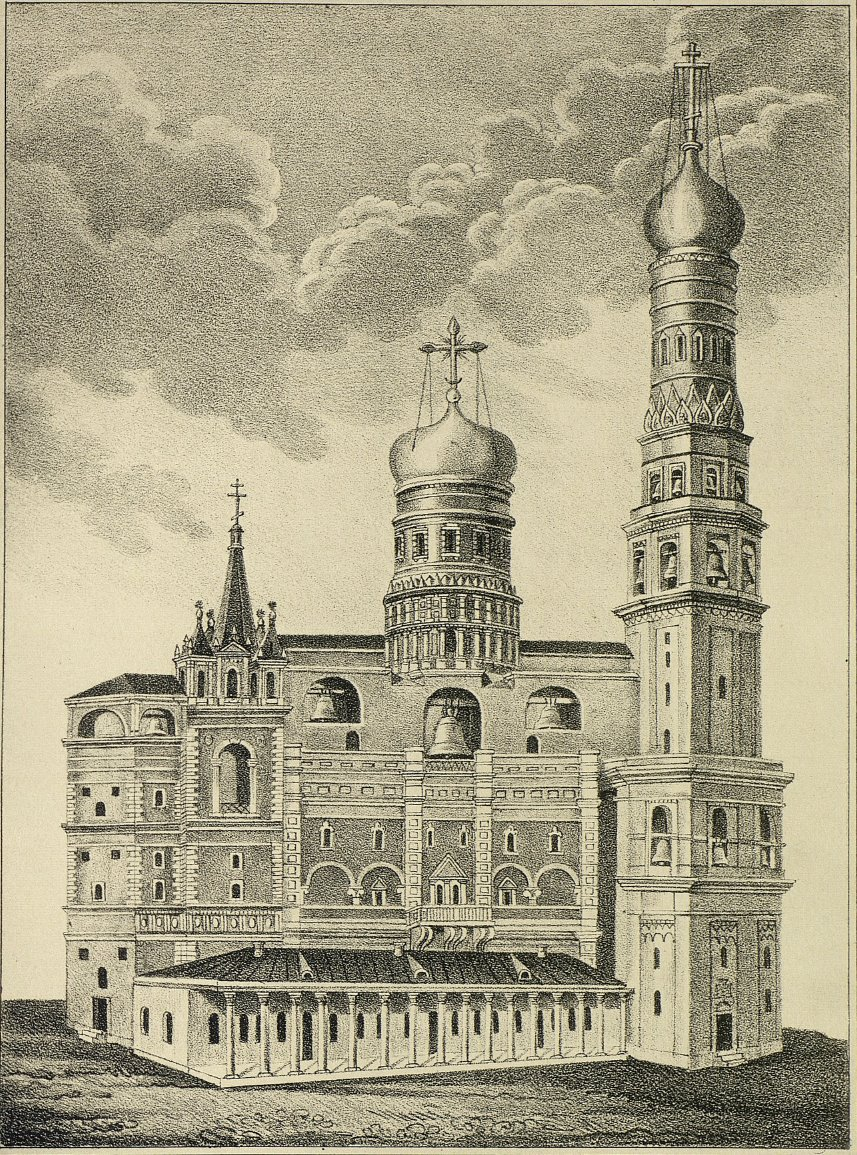
Iwan der Große im Jahr 1805

Erhebliche Zerstörungen erlitt das Ensemble Iwans des Großen während des Krieges gegen Napoléon im Jahre 1812. Nachdem französische Truppen nach der Schlacht von Borodino in Moskau einmarschierten, wollte Napoléon das den Glockenturm abschließende vergoldete Kreuz, das er für reines Gold hielt, nach Paris verfrachten lassen, um es auf der Spitze des Invalidendoms aufzusetzen. Beim Versuch, es abzumontieren, fiel das Kreuz jedoch herunter und zerbrach. Beim Rückzug der Franzosen befehligte Napoléon schließlich die Sprengung des Glockenturms. Die Detonation zerstörte die angebaute ehemalige Auferstehungskirche vollständig, der Turm selbst erwies sich aber als außerordentlich stabil und erlitt nur einige Risse an den Grundmauern. Die Wiederherstellung der Bauwerke unter Leitung der Architekten Iwan Jegotow und Luigi Rusca wurde im Zuge des großen Wiederaufbaus der gesamten Stadt in den Jahren 1816–23 durchgeführt.
Zu Sowjetzeiten wurde der Turm, wie auch anfangs der gesamte Kreml, für Besucher geschlossen. Die obere Aussichtsplattform bleibt bis heute unzugänglich, da die Rekonstruktion der Innenräumlichkeiten des Turms bislang nicht abgeschlossen ist. Seit dem Frühjahr 2009 werden jedoch Besucherführungen ins Innere des Turms und auf die untere Plattform angeboten.

## Architektur
Die drei Bestandteile des Ensembles wurden aus Backstein errichtet und sind, im Einklang mit den benachbarten Bauwerken des Kathedralenplatzes des Kremls, weiß verkleidet. Der 81 m hohe Glockenturm ist relativ einfach aufgebaut: Er besteht aus drei achtkantigen Teilen – dem Basisteil, dem etwas schmaleren Mittelteil und dem noch schmaleren Oberteil mit dem 1600 entstandenen Abschluss – die oben von einer vergoldeten Kombination aus der Kuppel und dem sieben Meter hohen Kreuz abgeschlossen werden. Das Basisteil schließt oben mit bogenförmigen Glockenaussparungen zwischen den Kanten und mit einer offenen Galerie ab. Darauf folgt ein ähnlich aufgebautes Mittelteil, ebenfalls mit Glockenaussparungen und einer offenen Plattform oberhalb, die die höchste der beiden Aussichtsplattformen des Turms ist. An dem oberen Drittel des Turmes markiert eine auffällige Reihe von Kokoschnik-Ornamenten den Übergang zwischen dem 1508 erbauten Originalturm und der Aufstockung von 1600. Es folgt eine Reihe sehr schmaler bogenförmiger, nach Fenster aussehender Nischen und schließlich, unmittelbar unter der Kuppel, ein in drei Reihen angebrachter vergoldeter Schriftzug, der die Errichtung des Anbaus „auf Geheiß des großen Zaren und Großfürsten Boris Fjodorowitsch von ganz Russland“ verewigt.

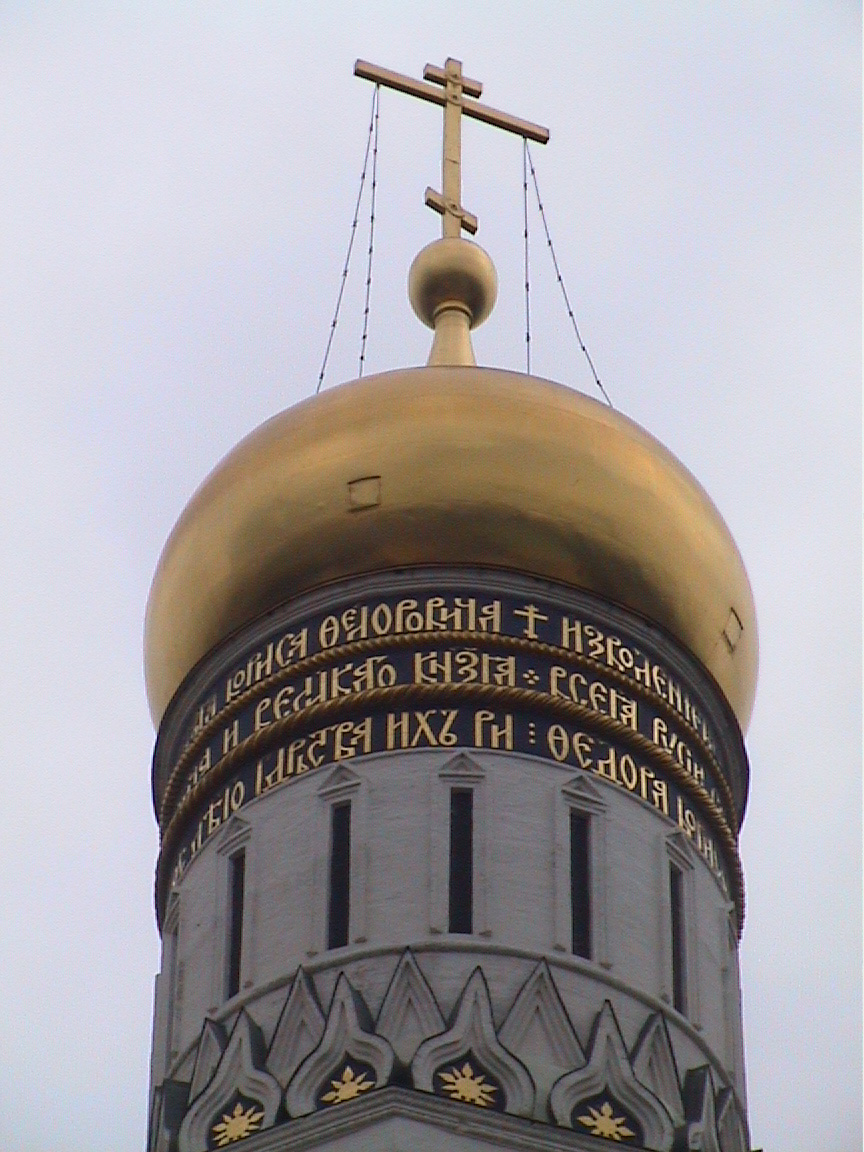
Die unter Boris Godunow entstandene Turmspitze mit Schriftzug und Kuppel

Im Inneren des Turms führt eine insgesamt 329 Stufen lange Wendeltreppe zur höchsten Aussichtsplattform. Die Räumlichkeit im Erdgeschoss des Basisteils beherbergte einst die mit der Errichtung des Glockenturms wieder geweihte Johannes-Klimakos-Kirche und ist aufgrund der in diesem Bereich bis zu fünf Meter dicken Grundmauern sehr beengt – ihre Fläche beträgt nur 25 m².
Die ehemalige Auferstehungskirche, die seit dem späten 17. Jahrhundert nur noch für die Unterbringung von Glocken genutzt wird, wird als Mariä-Entschlafens- bzw. Uspenski-Glockengestühl (Успенская звонница) bezeichnet. Auf das vierstöckige rechteckige Basisteil folgt das eigentliche, durch große Bogenaussparungen erkennbare Glockengestühl, auf das oben eine unten dekorierte Trommel mit Kuppel und Kreuz angebaut ist. Im Erdgeschoss des Uspenski-Glockengestühls befindet sich heute eine Expositionshalle, in der abwechselnd verschiedene themenbezogene Ausstellungen aus dem Fundus der Kreml-Museen und anderer einheimischer und ausländischer Sammlungen stattfinden. Von der Seite des Kathedralenplatzes aus führt eine Außentreppe in das dritte Stockwerk des Baus, wo sich im 19. Jahrhundert die kleine Kirche des Heiligen Nikolaus von Gostun (Церковь Св. Николая Гостунского) befand. Diese 1812 zusammen mit dem Rest des Gebäudes zerstörte Treppe wurde 1852 unter Leitung des bekannten Architekten Konstantin Thon wiederhergestellt.
Den neuesten Teil des Komplexes stellt der 1624 errichtete und nach 1812 vollständig wiederaufgebaute Philaret-Anbau dar, der sich vom übrigen Teil des Uspenski-Glockengestühls vor allem durch sein pyramidenförmiges, ebenfalls mit einem Kreuz abgeschlossenes Zeltdach visuell abhebt. Rundherum sind gotisch geprägte Dekorationen in Form von vier spitzen Türmchen zu sehen. Seinen Namen hat der Anbau dem Patriarchen Philaret zu verdanken, in dessen Amtszeit als Kirchenoberhaupt der Bau stattfand.

## Glocken
Insgesamt beinhaltet der Glockenturm samt Anbauten heute 22 Glocken, die im Zeitraum vom 16. bis zum 19. Jahrhundert gegossen wurden. Davon hängen 18 kleinere Glocken im Basis- und im Mittelteil des Glockenturms, ferner drei am Uspenski-Glockengestühl sowie eine im Philaret-Anbau. Bei diesen vier handelt es sich auch um die größten und wichtigsten Glocken im Ensemble Iwans des Großen.
Eine der drei Glocken im Uspenski-Turm ist die gleichnamige Uspenski-Glocke (Успенский колокол). Sie wurde ursprünglich im frühen 16. Jahrhundert von einem unbekannten Meister hergestellt und später zweimal eingeschmolzen und neu gegossen – das erste Mal 1760 und das zweite Mal 1819, nachdem die Glocke bei der Detonation von 1812 zerbrach. Bei der Wiederherstellung im Jahre 1819 wurde die Glocke reichlich mit Darstellungen Jesu Christi, der Gottesmutter und mehrerer Zaren ornamentiert. Das Gewicht der Glocke beträgt seitdem 65,5 Tonnen. Sie läutet traditionell nur zu den größten kirchlichen Festen wie dem Osterfest. Früher wurde außerdem durch dreimaliges Betätigen der Uspenski-Glocke der Tod des Zaren verkündet.
Die beiden anderen Glocken des Uspenski-Gestühls sind die 19,6 Tonnen schwere Reut (Реут, wörtlich etwa „die Brüllende“ aufgrund des charakteristischen tieftönigen Lauts) und die 16,6 Tonnen schwere Alltagsglocke (Вседневный). Letztere entstand erstmals 1652 und wurde 1782 umgeschmolzen. Die Reut goss 1622 der bekannte Meister Andrei Tschochow, dessen bekanntestes Meisterwerk – die Zarenkanone – bis heute im Kreml ausgestellt ist. Anders als die Uspenski-Glocke zerbrach sie bei der Explosion von 1812 nicht vollständig, sondern es spalteten sich nur zwei Stücke ab, die wenig später wieder herangeschweißt wurden, ohne dass dies den Originallaut der Glocke beeinträchtigt hätte.
Die am Glockenstuhl des Philaret-Anbaus hängende Sonntagsglocke (Воскресный) ist 13 Tonnen schwer. Sie wurde 1704 vom Glockengießer Iwan Motorin hergestellt, dem Schöpfer der bis heute vor dem Glockenturm ausgestellten und nie zum Einsatz gekommenen Zarenglocke.